# Gustaaf de Pauw
Gustaaf Francies de Pauw (ook Guustaaf Francis de Pauw of G.F. de Pauw) (Oostburg, 6 december 1867 – Maastricht, 1 februari 1943) was een Belgisch componist, muziekpedagoog, dirigent, organist, muziekuitgever en trombonist. Gustaaf Francies de Pauw is belangrijk geweest voor het muziekleven in Belgisch en Nederlands Limburg. 

## Levensloop
Hij was zoon van horlogemaker Désirée Francies de Pauw en winkelierster Clemence Constance Mattijs. Hijzelf was getrouwd met Charlotte Anna Christina Borlée en na haar overlijden met Gertrude Aantoinette Hubertine Boots. Zoon Désiré de Pauw was ook dirigent, die zijn vader meestal in vele HaFa-orkesten als dirigent opvolgde.
De Pauw studeerde aan het Koninklijk Conservatorium te Gent onder andere orkestdirectie en trombone. Nadien werkte hij nog bij Peter Benoit te Antwerpen om de theoretische beginselen van het componeren onder de knie te krijgen. Aansluitend studeerde hij ook nog bij Anton Bruckner te Aken eveneens compositie.
In 1885 kwam Gustaaf Francies de Pauw voor het vervullen van zijn militaire dienstplicht in Maastricht terecht als trombonist in het "Muziek corps van het 2de regiment infanterie" toen onder leiding van kapelmeester Chr. A. Korn. Ook hier studeerde hij verder in compositie en instrumentatie. De Pauw bleef in Maastricht wonen en was gedurende vele jaren een bekwame leermeester voor een veertiental HaFa-orkesten en drie zangverenigingen uit de regio. Onder andere was hij dirigent van de Koninklijke Harmonie "Vreugd en Deugd", Zussen (1899-1922), Société St. Martin Fanfare de Stein, Koninklijke Fanfare Sint-Isidorus Buggenhout, Koninklijke Harmonie Broederband Zussen (1927-1943), Harmonie Kunst door Oefening Maastricht (1901-1943), Harmonie St. Walburga Amby-Maastricht, Harmonie St. Caecilia Geulle (1919-1933), Koninklijke Oude Harmonie van Eijsden (1893-1931), Koninklijke Harmonie Weergalm der Maas, Koninklijke Harmonie St. Caecilia Echt, Fanfare St. Joseph Pey (1931-1943), Koninklijke Fanfare St. Cecilia, Kanne van rond 1900 tot 1943 en Harmonie Sint Petrus Gulpen.
In in het najaar van 1898 werd hij als opvolger van Jean Marie Theophile Bartholomeus benoemd tot koordirigent van de Sint-Servaasbasiliek.
Hij was actief als organist als muziekleraar en beheerder van een eigen muziekuitgave. De Pauw was een veelgevraagd jurylid bij concoursen en wedstrijden in het hele land.
Als componist was hij zeer productief. Hij componeerde 346 originele werken voor harmonie- en fanfareorkesten (marsen, processiemarsen enz.). Zijn totale oeuvre omvat ruim 1200 composities van carnavalsliedjes, liederen, cantates tot operettes en opera's.

## Composities (selectie)

### Werken voor harmonie- en fanfareorkest
- Kleppermars
- La Garde Des Anges, processiemars

### Muziektheater

#### Opera's
| Voltooid in | titel    | aktes   | première         | libretto     |
| ----------- | -------- | ------- | ---------------- | ------------ |
| 1897        | Bellida; | 3 aktes | 1897, Maastricht | J.M. Heynens |

### Vocale muziek
- "'t Kinderleven", twaalf kinderliedjes met begeleiding van piano - tekst: Marie Koenen

- International Standard Name Identifier: 0000 0003 8810 245X
- Nederlandse Thesaurus van Auteursnamen: 322567246
- Virtual International Authority File: 281121204
- WorldCat: E39PBJyMkQv9hK89vvXDQXqfbd